# Roscoe Orman
Pour les articles homonymes, voir Orman (homonymie).
Roscoe Hunter Orman est un acteur américain né le 11 juin 1944 dans le Bronx, New York (États-Unis).

## Filmographie
- 1974 : Willie Dynamite (en) de Gilbert Moses : Willie Dynamite
- 1969 : 1, rue Sésame (Sesame Street) (série TV) : Gordon Robinson (1974-)
- 1970 : La Force du destin (All My Children) (série TV) : Tyrone (1976)
- 1978 : Christmas Eve on Sesame Street (TV) : Gordon
- 1985 : Suivez cet oiseau (Sesame Street Presents: Follow that Bird) : Gordon
- 1986 : F/X, effets de choc (F/X) de Robert Mandel : Capt. Wallenger
- 1988 : Sesame Street Special (TV) : Gordon
- 1993 : Piège en eaux troubles (Striking Distance) de  Rowdy Herrington : Sid, Eddie Eiler's Partner
- 1995 : New Jersey Drive : Judge
- 1996 : Elmo Saves Christmas (vidéo) : Gordon
- 1997 : Drive by: A Love Story : Pops
- 1999 : Elmo au pays des grincheux (The Adventures of Elmo in Grouchland) : Gordon
- 2003 : Sesame Street: Three Bears and a New Baby (vidéo) : Gordon Robinson
- 2005 : Twilight's Last Gleaming : Hank "Mud" Good
- 2006 : 30 Days : Jo Jo
- 2008 : New York, unité spéciale : Bryant Davis (saison 9, épisode 12)
- 2013 : New York, unité spéciale : Jerome Howard (saison 14, épisode 14)
- 2020 : Amy Thompson, le combat d'une mère (You Can't Take My Daughter) de Tori Garrett (TV) : McDevitt